# 蕭美琴
蕭美琴（1971年8月7日—），中華民國政治人物，民主進步黨籍，現任中華民國副總統、總統府全社會防衛韌性委員會副召集人、中華文化總會副會長，曾任中華民國駐美代表、國家安全會議諮詢委員、國際自由聯盟副主席、亞洲自由民主聯盟秘書長、民進黨國際事務部主任以及四屆立法委員，也是民進黨首位在花蓮縣拿下過半得票的民選公職人員。2008年起擔任2049計畫研究所顧問。2020年至2023年擔任駐美代表。
2023年11月20日，蕭美琴向外交部請辭駐美代表，並與民進黨總統候選人賴清德搭檔參選副總統，2024年1月13日當選。

## 早年經歷
蕭美琴出生於日本神户市。父親蕭清芬是臺南人，曾任臺南神學院院長；母親蕭邱碧玉是歐裔美國人。母親曾任臺南神學院音樂教師，來臺後以白話字習得流利臺語，其程度精通至足以以白話字為蕭美琴起拼音名。
蕭美琴成長於臺南市，先後就讀臺灣省立臺南師範專科學校附屬小學、臺南市立後甲國民中學。國中畢業後，她隨家庭移居美國，但在師長的鼓勵下仍參加升學考試，並錄取臺灣省立臺南女子高級中學。
蕭美琴赴美後就讀紐澤西州蒙特克萊爾高中。高中畢業後，她入讀欧柏林学院，主修東亞研究，期間曾在歐柏林大學圖書館東亞中心擔任助理，並於1993年取得學士學位，畢業論文為《女性與台灣民族主義》。1991年讀大三期間，蕭美琴致信給呂秀蓮，之後休學一學期回台灣擔任其助理，並在其創立之紐約臺灣國際聯盟擔任秘書，同時也到民進黨中央黨部當義工。
蕭美琴在校期間熱衷性別、種族、階級、社會正義等議題，參加國際研究社、女性主義社等社團，包括在台灣人公共事務會擔任實習生。大學畢業後，她進入哥倫比亞大學攻讀政治學碩士，期間在哥倫比亞大學婦女與性別研究中心擔任助教，並於1995年畢業。

## 早期政治工作
升學期間，蕭美琴認識就讀於紐約社會學院的陳文茜。碩士畢業後，1995年3月她擔任民進黨駐美代表處活動執行長。1996年她被陳文茜推薦擔任民進黨國際事務部副主任，1997年升任主任，為民進黨最年輕的黨務一級主管，並擔任該職直到2006年。
蕭美琴參與陳水扁總統選舉競選，兩屆選舉皆任其競選總部國際事務部主任，且於2000年選舉擔任青年助選團副團長。陳水扁2000年當選總統後，蕭美琴擔任總統府顧問、總統英文秘書及隨身翻譯，後來又任行政院陸委會諮詢委員。

## 立法委員

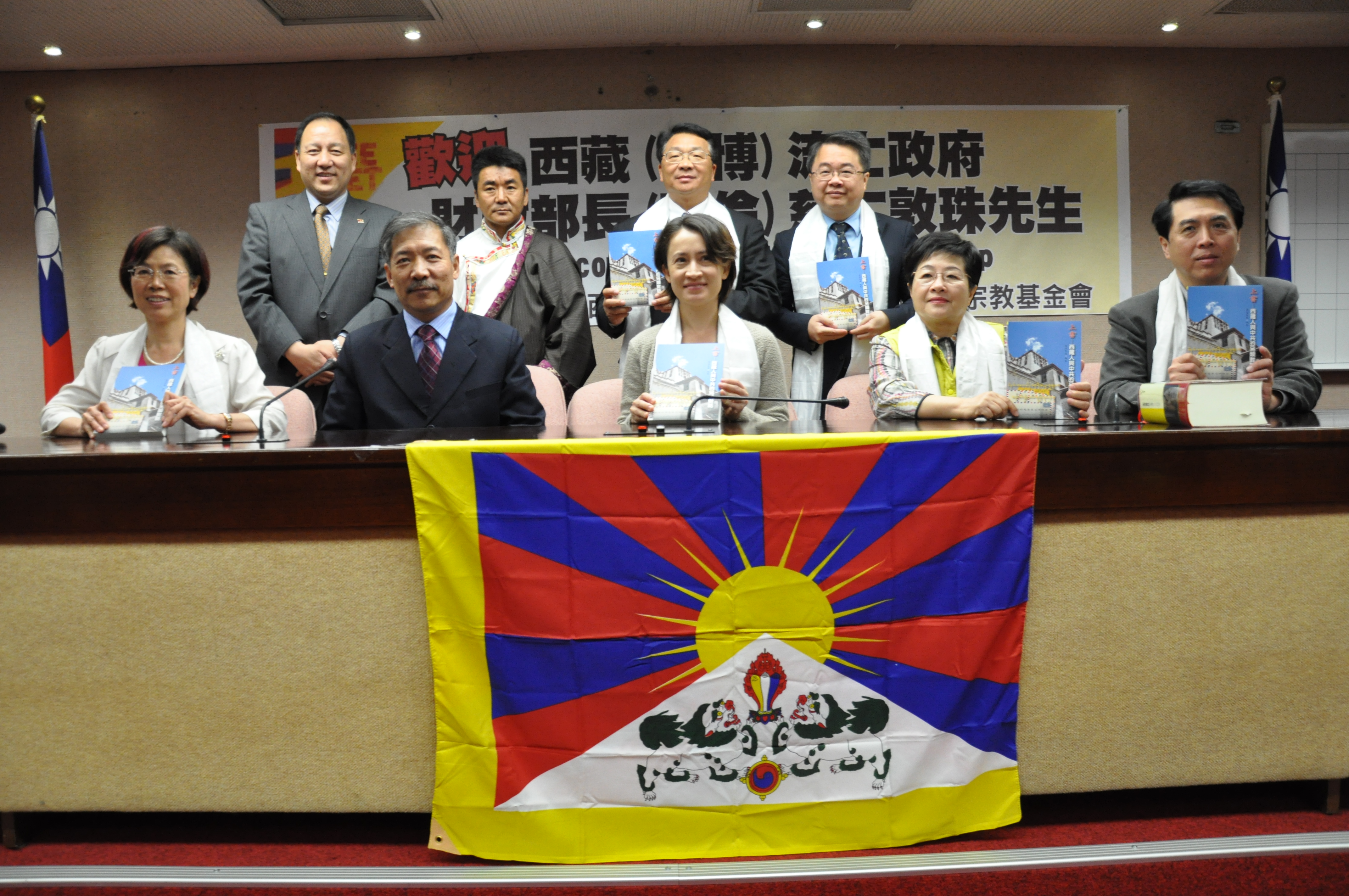
2013年與來訪藏人行政中央財政部長攝於立法院（蕭位於前排中）

2001年，蕭美琴當選僑選立委，隨後於2002年放棄美國籍，並申請中華民國身份證取得台灣戶籍。
2006年至2007年，民進黨爆發十一寇事件，蕭美琴、范巽綠與十一寇同樣成為深綠支持者圍剿的對象，合稱「十三寇」。蕭美琴更被非常光碟《非常報導2007年第一輯》蔑稱「中國琴」。2007年5月17日，民進黨立委黨內初選結果揭曉，黨員票大幅落後之下使蕭美琴以41.03%確定敗給王世堅的46.22%，確定無緣代表民進黨出線於臺北市第二選舉區爭取連任，而王世堅最後仍以一萬票的差距敗給同樣尋求連任的周守訓，2010年底回任臺北市議員。
2010年民進黨徵召投入花蓮縣立委補選。2010年2月27日，花蓮立委補選，蕭美琴以33,249票輸給國民黨王廷升39,379票，小輸6千票，得票率升至40%，讓藍綠比7:3的花蓮，民進黨變成4成，花蓮不再是國民黨的鐵票區。此後，雖吞下人生首場選戰敗仗，也是繼2008年立委黨內初選未能出線後再一次的挫折，但其得票的表現也讓蕭美琴仍決定深耕花蓮，成立服務處。
2012年中華民國立法委員選舉代表民進黨名列全國不分區第七名，花蓮縣選區則由於臺東縣選舉區初選落敗的賴坤成代打爭取連任，蕭退居二線擔任輔選角色，最終民進黨不分區立委分配到13席，雖然賴坤成落敗，但蕭順利當選，並繼續經營花蓮。
2015年，民進黨徵召蕭美琴投入第九屆立法委員選舉，她在花蓮縣選舉區以53.77%的得票率擊敗國民黨挑戰三連霸的王廷升，為民進黨於單一選區兩票制實施後首度取得花蓮縣區域立委席次，得票數為民進黨首次在花蓮縣過半，也創下該選區的新高。
2020年1月，蕭美琴以些微差距敗給人稱「花蓮王」的前縣長傅崐萁。卸下立委職務後，2月初陪同中華民國副總統當選人賴清德訪問美國，是斷交41年以來臺灣方面派出的最高層級訪團；同月底，服務處正式熄燈關閉。6月21日，選後5個月餘正式全面結束整整10年在花蓮的經營，準備赴美履新。

### 蘇花公路
擔任立委期間監督蘇花改工程進度，並且於2016年3月提出蘇花公路南澳-東澳段及大清水-崇德等路段改善，但時任交通部長賀陳旦及同黨時任行政院副院長林錫耀為回應時任花蓮縣縣長傅崐萁提出興建蘇花改二期（蘇花安）的說法，遭到賀陳及林兩人連帶否決。

### 關注西藏人權

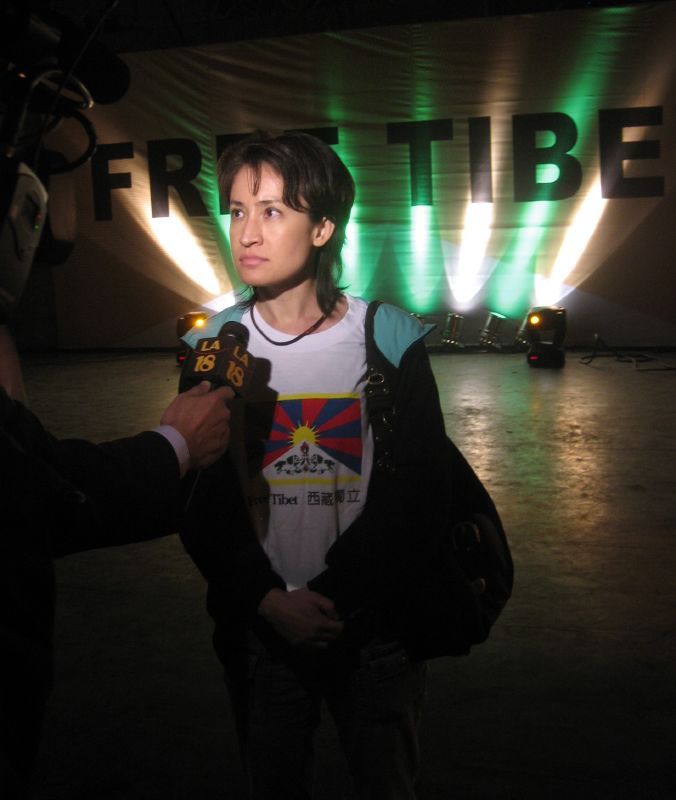
2008年聲援西藏人權的萧美琴

2012年6月，蕭美琴表示世界各國的國會都有成立西藏（另稱圖博）關注組織，因此號召立委同仁共同發起成立「立法院圖博之友會」，不分朝野持續關注西藏相關議題，並給予新任的民選西藏流亡政府及第一任總理洛桑森格更多的支持。蕭美琴表示，西藏遭受中國的打壓比臺灣更為劇烈，因此境內無法忍受中國高壓統治的藏人用較為激烈的自焚手段表達訴求，她希望台灣民眾能更關注西藏的自由與人權議題。

### 國會英文質詢
2012年12月26日，蕭美琴在立法委員任內，駐美代表金溥聰首次到立法院備詢，蕭美琴以英文對其提出質詢，但同樣留美的金卻堅持表示英文並非其母語，且於中華民國的國會殿堂應使用中文進行答詢，形成民代跟官員中英一問一答的狀況，甚至有民眾因此致電蕭美琴的委員辦公室，抱怨自己聽不懂蕭立委的英語質詢內容。事後，蕭美琴的助理將逐字稿翻譯後上傳，以供民眾理解她以英文質詢駐美外交官的目的與意義。

### 太陽花學運
2014年3月18日太陽花學運期間，蕭美琴與同黨立委吳秉叡與吳宜臻，一同抗議中國國民黨將兩岸服務貿易協議送往立法院院會存查，展開70小時靜坐禁食抗議。

### 婚姻平權
蕭美琴長期支持同志平權，曾於2006年推動「同性婚姻法」，但因當時社會爭議仍較大，遭到國民黨控制的立法院退回（民進黨部分立委亦反對）。她支持並推動「婚姻平權」，她認為婚姻不只是兩個人之間的關係，或一個儀式，更牽涉到在婚姻關係中的人在社會中是如何被看待的。就算是兩個同性的人，都有同等的價值，都應平等地享有尊嚴、權利及自由。而她也相信，如果社會可以用更開放、更包容、更尊重的態度面對婚姻平權議題的討論，讓台灣的同志們的權益能夠被社會所認同與接納，相信這個社會將更多元、豐富，也會充滿更多繽紛的色彩。

### 赦免法
2014年，為基於兩公約施行法於2009年通過後，其中的《公民與政治權利國際公約》中規定：「受死刑宣告者，有請求特赦或減刑之權。一切判處死刑之案件均得邀大赦、特赦或減刑。」，而赦免法卻未隨之修正，有違反該公約規定之虞，因而由民進黨立委尤美女提出赦免法之修正案，內容為保障其向總統請求特赦、大赦與減刑之權益，並明定總統應邀集赦免相關機關、學者、專家及民間團體等代表提供是否應當赦免之建議以供諮詢，增加相關赦免決定之正當基礎，從而明確規定並限制總統在此之權力，從而完善法治與符合憲法權力分立原則，蕭美琴為連署立委之一。

## 駐美代表

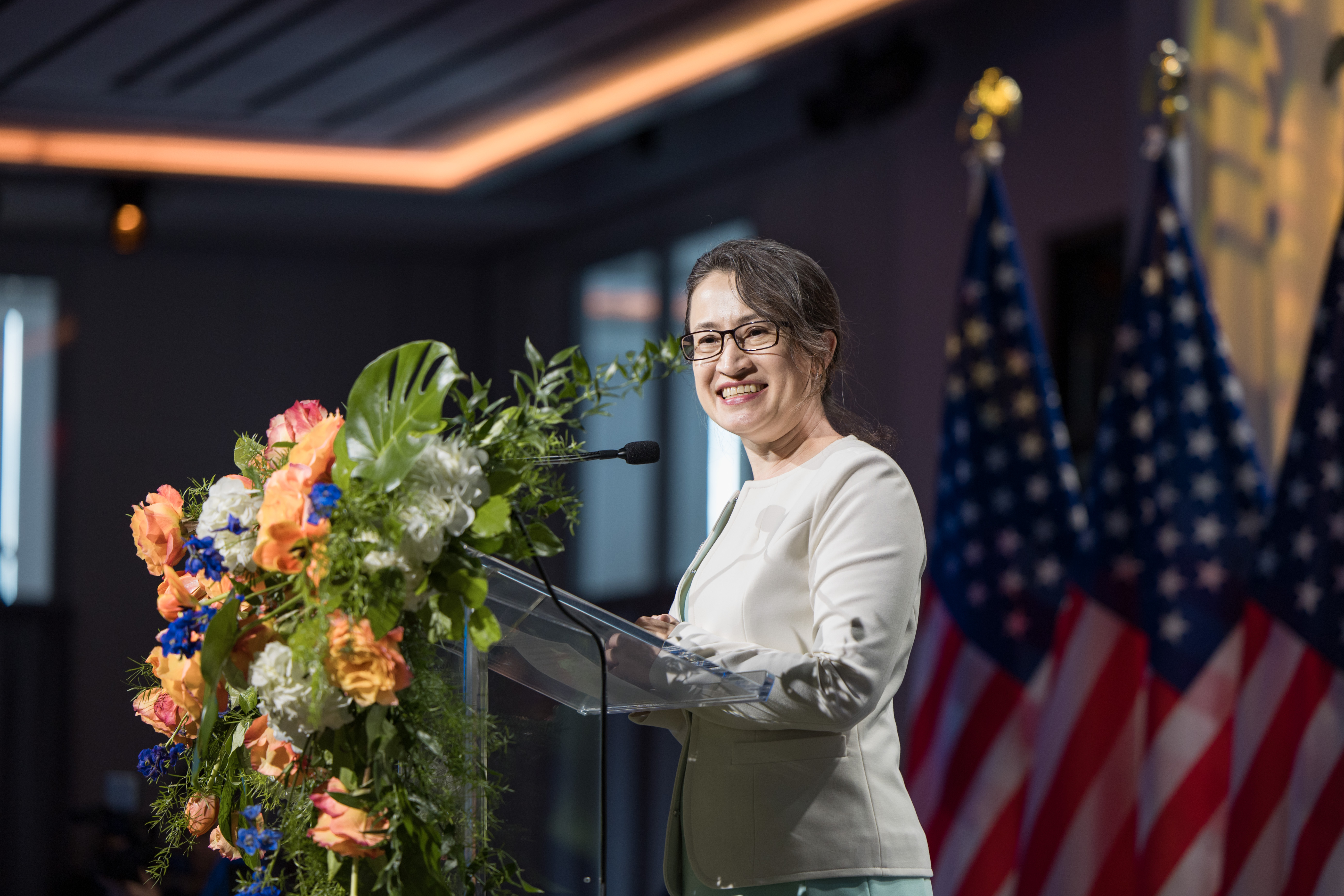
時任中華民國駐美國代表的蕭美琴（2023年）

蕭美琴於2020年大選中尋求連任，敗於前花蓮縣縣長傅崐萁，後獲時任總統蔡英文任命為國家安全會議諮詢委員。2020年6月，總統府宣布指派蕭美琴為駐美代表，成為臺灣首位女性駐美代表，並獲美國政府同意。2020年9月20日，蕭美琴開始在Twitter帳戶加註非官方職銜，稱「台灣駐美大使」。對此，蔡英文總統強調，不論蕭美琴是甚麼頭銜，駐美代表處都會盡力保持最好的工作狀態。
任內於2021年受美國「就職典禮國會聯合委員會」（JCCIC）之邀請，代表中華民國政府出席其新總統乔·拜登及副總統賀錦麗的宣誓就職典禮。
被彭博社選為2021最重要的八人之一，於同年被AIT處長孫曉雅稱讚她促成良好台美關係。也被紐約時報稱讚為華府最有影響力的大使
2021年3月底，在雙橡園會晤前美國國務卿蓬佩奧。
2023年2月2日，立法院院長游錫堃訪美期間，蕭美琴被拍攝到其步入美眾議院議長麥卡錫辦公室拜會。
2023年11月20日，蕭美琴於APEC會議後返回台灣並向時任外交部部長吳釗燮請辭。

### 被中國共產黨列入“台獨”份子制裁名單
蕭美琴在2022年裴洛西訪問台灣后，被中國共產黨臺灣工作辦公室點名抨擊。8月16日，蕭美琴出現在中國官方媒體新華社報導公布最新“台獨”頑固分子清單中。部分民進黨政治人物表態稱讚，視蕭美琴被中共制裁為榮譽，包括中華民國總統府副秘書長黃重諺、立法委員林俊憲。
蔡麥會結束後，2023年4月7日，中國共產黨和中國政府當局宣布對蕭美琴實施進一步制裁：「嚴禁蕭及家屬進入大陸和香港、澳門，禁止其金主和關聯企業與大陸組織、個人合作。」

## 副總統
自2023年初時任副總統賴清德獲民進黨提名參選2024年總統選舉後，蕭美琴因豐富的外交經驗與人脈廣闊而被認為是副總統的熱門人選。同年11月，媒體引述民進黨高層稱，蕭美琴將在參加2023年美國APEC峰會後返台，並正式獲民進黨提名為副總統候選人，她於返台後正式獲提名。
蕭美琴競選期間，國民黨以她過去放棄美國籍並申請中華民國身分證為由，認為她曾辦理恢復中華民國籍，故不符參選資格。民進黨及蕭美琴本人皆反駁此說法。根據《戶籍法》，蕭美琴因長年旅居海外而沒有台灣戶籍，因此無法取得身分證；但因其父為中華民國公民，且《國籍法》採屬人主義，故蕭美琴仍具中華民國籍。2023年12月初，內政部、中選會皆發布聲明，稱蕭美琴擁有合法參選資格。選舉期間有一「戰貓」暱稱。
她與賴清德後以約40%選票順利當選，打破台灣總統直選以來，同一執政黨無法連續執政三期的「八年魔咒」。民進黨選後檢討發現年輕選票流失，故開始以Instagram帳號創辦Threads帳號，加強與新世代年輕族群交流。

### 遭中國大陸威脅
2024年3月，蕭美琴訪問捷克，車隊在前往布拉格市中心時，遭到中華人民共和國駐捷克大使館的外交人員駕駛車輛無視交通號誌尾隨，險釀車禍。捷克參議院外交委員會主席帕維爾·費雪呼籲以此人直接違反《維也納外交關係公約》為由，將他從捷克驅逐出境。該外交人員事後被捕，捷克外交部還召見中華人民共和國大使，並考慮將該名外交人員列為不受歡迎人物。
隔年6月捷克軍情局證實，該行動為中國駐捷克大使館策劃，持續監視跟蹤，並意圖恐嚇蕭美琴。捷克軍情局稱類似的中華人民共和國滲透行動在歐洲前所未有。對中政策跨國議會聯盟（IPAC）發表聲明，譴責該行為已跨越底線，險構成「國家恐怖主義」，呼籲各國譴責中華人民共和國的政治暴力。中華人民共和國外交部發言人郭嘉昆對此回應稱，捷克允許蕭美琴到訪，違背了此前「對華政治承諾」，强調「中國外交人員向來遵守駐在國法律法規」，並表示「民進黨當局變著花樣倚外謀獨的行為必定失敗」。

## 選舉紀錄
| 年度 | 選舉屆數                 | 選舉區                                 | 所屬政黨   | 得票數    | 得票率 | 當選標記 | 備註 |
| ---- | ------------------------ | -------------------------------------- | ---------- | --------- | ------ | -------- | ---- |
| 2001 | 第五屆立法委員選舉       | 僑居國外國民選舉區                     | 民主進步黨 | 3,437,692 | 33.29% |          |      |
| 2004 | 第六屆立法委員選舉       | 臺北市第一選舉區                       | 民主進步黨 | 44,648    | 7.33%  |          |      |
| 2010 | 第七屆立法委員補選       | 花蓮縣立法委員選舉區                   | 民主進步黨 | 33,249    | 40.80% |          |      |
| 2012 | 第八屆立法委員選舉       | 全國不分區及僑居國外國民立法委員選舉區 | 民主進步黨 | 4,556,424 | 34.62% |          |      |
| 2016 | 第九屆立法委員選舉       | 花蓮縣立法委員選舉區                   | 民主進步黨 | 63,231    | 53.77% |          |      |
| 2020 | 第十屆立法委員選舉       | 花蓮縣立法委員選舉區                   | 民主進步黨 | 56,485    | 40.53% |          |      |
| 2024 | 第十六任總統、副總統選舉 | 第十六任總統、副總統選舉               | 民主進步黨 | 5,586,019 | 40.05% |          |      |

## 榮譽

### 中華民國勳章獎章
- 二等景星勳章（2024年5月13日於總統府頒授）[61]

## 註解
1. ↑  其姓氏採用漢語威妥瑪拼音，名字採用臺羅拼音。